# Sordariomycetidae
De Sordariomycetidae vormen een subklasse van de klasse der Sordariomycetes.
De bekendste geslachten schimmels die behoren tot deze subklasse zijn Hypomyces en Xylaria (bijvoorbeeld de geweizwam Xylaria hypoxylon). Ook het gewoon meniezwammetje (Nectria cinnabarina) behoort tot de Sordariomycetidae.

## Taxonomie
De taxonomische indeling van de Sordariomycetidae is als volgt:
- Subklasse: Sordariomycetidae
  - Orde: Boliniales
    - Familie: Boliniaceae
    - Familie: Catabotrydaceae

  - Orde: Calosphaeriales
    - Familie: Calosphaeriaceae

  - Orde: Cephalothecales
    - Familie: Cephalothecaceae

  - Orde: Diaporthales
    - Familie: Melanconidaceae
    - Familie: Valsaceae

  - Orde: Hypocreales
    - Familie: Bionectriaceae
    - Familie: Ceratostomataceae
    - Familie: Clavicipitaceae
    - Familie: Hypocreaceae
    - Familie: Nectriaceae
    - Familie: Niessliaceae

  - Orde: Lulworthiales
    - Familie: Lulworthiaceae

  - Orde: Microascales
    - Familie: Ceratocystidaceae
    - Familie: Chadefaudiellaceae
    - Familie: Halosphaeriaceae
    - Familie: Microascaceae

  - Orde: Ophiostomatales
    - Familie: Kathistaceae
    - Familie: Ophiostomataceae

  - Orde: Phyllachorales
    - Familie: Phaeochoraceae
    - Familie: Phyllachoraceae

  - Orde: Sordariales
    - Familie: Cephalothecaceae
    - Familie: Chaetomiaceae
    - Familie: Chaetosphaeriaceae
    - Familie: Coniochaetaceae
    - Familie: Lasiosphaeriaceae
    - Familie: Nitschkiaceae
    - Familie: Sordariaceae

  - Orde: Trichosphaeriales
    - Familie: Helminthosphaeriaceae
    - Familie: Trichosphaeriaceae

  - Orde: Xylariales
    - Familie: Amphisphaeriaceae
    - Familie: Cainiaceae
    - Familie: Clypeosphaeriaceae
    - Familie: Diatrypaceae
    - Familie: Graphostromataceae
    - Familie: Hyponectriaceae
    - Familie: Myelospermataceae
    - Familie: Xylariaceae

Geslachten die incertae sedis zijn geplaatst zijn:
- Arecacicola
- Bullimyces
- Ceratolenta
- Chaetosphaerides
- Debaryella
- Gibberellulina
- Hanliniomyces
- Hydromelitis
- Menisporopascus
- Merugia
- Mycomedusiospora
- Myxocephala
- Neoskofitzia
- Nigromammilla
- Paracapsulospora
- Phaeotrichosphaeria
- Phragmodiscus
- Plagiosphaera
- Rhodoveronaea